# Peperomia abdita
Peperomia abdita är en pepparväxtart som beskrevs av G.R. Proctor. Peperomia abdita ingår i släktet peperomior, och familjen pepparväxter. Inga underarter finns listade i Catalogue of Life.